# Uno di noi (programma televisivo)
Uno di noi è stato un programma televisivo di intrattenimento abbinato alla Lotteria Italia e trasmesso da Rai 1 dal 28 settembre 2002 al 6 gennaio 2003. Andava in onda il sabato sera ed era condotto da Gianni Morandi e Lorella Cuccarini, con la partecipazione di Paola Cortellesi. L'orchestra era diretta da Leonardo De Amicis, mentre la regia era di Duccio Forzano.

## Il programma
In ogni puntata intervenivano come ospiti del varietà artisti affermati e personaggi emergenti. Generalmente Morandi cantava le proprie canzoni e duettava con i cantanti ospiti, mentre Lorella Cuccarini eseguiva i balletti. Paola Cortellesi, invece, proponeva sketch comici (spalleggiata dai conduttori o dagli ospiti) ed imitazioni: fra i tanti, era frequente la paradossale parodia di un'inviata de La vita in diretta, Silvana.
Inoltre Morandi venne affiancato per una puntata da due modelle: la croata Nina Morić e la modella ceca Alena Šeredová.
Pur avendo raggiunto buoni ascolti, il programma subì diverse volte il sorpasso ad opera della trasmissione C'è posta per te; in conseguenza di ciò, nella quarta puntata del 19 ottobre 2002 Morandi si presentò in mutande come segno di protesta nei confronti del meccanismo dell'Auditel. Alla fine la sfida si risolverà con un pareggio di sei vittorie a testa.
Tra gli ospiti ci furono Claudio Amendola, che dalla quinta puntata divenne una presenza quasi fissa in trasmissione, la cantante francese Mireille Mathieu in una delle sue rare apparizioni sulla televisione italiana, i cantanti Giorgia, Tiziano Ferro e Mino Reitano, rispettivamente nella prima, seconda e settima puntata, e Fiorello che insieme al conduttore cantò una cover di Nel blu dipinto di blu, e che, sempre per protesta sull'Auditel, invitò gli spettatori a sintonizzarsi per un minuto su Rai 3.
Momenti particolari furono l'ospitata di Adriano Celentano nella dodicesima puntata, che si pronunciò in un lungo monologo sulla politica nella televisione in merito all'editto bulgaro, per poi intonare insieme a Morandi il brano L'emozione non ha voce, e l'apparizione di Shakira verso la fine: momenti che permisero al programma di raggiungere picchi di 9 milioni di spettatori.

## Puntate
| Puntata | Messa in onda     | Ospiti | Ascolti        | Ascolti | Fonte       |
| Puntata | Messa in onda     | Ospiti | Telespettatori | Share   | Fonte       |
| ------- | ----------------- | --- | -------------- | ------- | ----------- |
| 1       | 28 settembre 2002 | Giorgia, Piero Pelù, Giampiero Ingrassia, Giorgio Panariello, Raffaella Carrà                                        | 7.305.000      | 36,93%  | [ 2 ] [ 3 ] |
| 2       | 5 ottobre 2002    | Cochi e Renato, Franco Battiato, Mino Reitano, Claudia Pandolfi                                                      | 6.957.000      | 33,84%  | [ 4 ]       |
| 3       | 13 ottobre 2002   | Valerio Mastandrea, Giorgio Panariello, Biagio Antonacci, Marcella Bella                                             | 6.232.000      | 29,27%  | [ 5 ]       |
| 4       | 19 ottobre 2002   | Rita Pavone, Raoul Bova, Antonello Venditti, Mireille Mathieu,Marco Columbro                                         | 6.466.000      | 31,82%  | [ 6 ]       |
| 5       | 26 ottobre 2002   | Piero Chiambretti, Claudio Amendola, Patty Pravo, Mara Venier                                                        | 6.548.000      | 31,37%  | [ 7 ]       |
| 6       | 2 novembre 2002   | Claudio Amendola, Valerio Mastandrea, Claudia Koll, Jovanotti                                                        | 5.912.000      | 30,06%  | [ 8 ]       |
| 7       | 9 novembre 2002   | Sabrina Ferilli, Luca Zingaretti, Tiziano Ferro, Bobby Solo, Luca Carboni                                            | 5.653.000      | 28,86%  | [ 9 ]       |
| 8       | 16 novembre 2002  | Fiorello, Johnny Dorelli, Heather Parisi, Pippo Baudo, Fausto Leali, Piero Pelù, Daniele Silvestri, Alessandra Flora | 6.169.000      | 31,14%  | [ 10 ]      |
| 9       | 23 novembre 2002  | Gianna Nannini, Franco Califano, Manuela Arcuri, Emilio Solfrizzi                                                    | 6.013.000      | 27,95%  | [ 11 ]      |
| 10      | 30 novembre 2002  | Francesco De Gregori, Alice ed Ellen Kessler, Ornella Vanoni, Giuditta Guizzetti                                     | 6.217.000      | 28,84%  | [ 12 ]      |
| 11      | 7 dicembre 2002   | Marco Morandi, Riccardo Fogli, Lucio Dalla, Goran Bregović                                                           | 5.818.000      | 26,41%  | [ 13 ]      |
| 12      | 14 dicembre 2002  | Adriano Celentano, Paola & Chiara, Tosca D'Aquino, Loretta Goggi, Shakira, Carlos Santana                            | 7.918.000      | 31,32%  | [ 14 ]      |
| 13      | 21 dicembre 2002  | Amy Stewart, Robbie Williams, Rosita Celentano, Edoardo Bennato, David Pratelli                                      | 7.221.000      | 30,25%  | [ 15 ]      |
| 14      | 28 dicembre 2002  | Fiorella Mannoia, Carlo Conti, Diego Abatantuono, Iva Zanicchi                                                       | 6.810.000      | 28,41%  | [ 16 ]      |
| 15      | 6 gennaio 2003    | Laura Pausini, Claudio Amendola, Paolo Belli, Matilde Brandi, Roberta Lanfranchi, Enzo Paolo Turchi, Alma Manera     | 8.374.000      | 38,96%  | [ 17 ]      |
| Media   | Media             | Media | 6 640 000      | 31,02%  |             |

La sesta puntata venne dedicata alla raccolta fondi a favore degli abitanti colpiti dal terremoto avvenuto in Molise.